# Jerome Dyson
Jerome Clifton Dyson (* 1. Mai 1987 in Rockville, Maryland) ist ein US-amerikanischer Basketballspieler. Nach dem Studium in seinem Heimatland spielte Dyson zunächst in der NBA Development League (D-League), bevor er 2012 zu einzelnen Einsätzen in der am höchsten dotierten Profiliga NBA bei den New Orleans Hornets kam. Anschließend setzte er seine Karriere jedoch in Israel und Italien fort. In der Saison 2014/15 spielte Dyson für den italienischen Pokalsieger Banco di Sardegna Sassari, für den er auch im höchstrangigen europäischen Vereinswettbewerb EuroLeague 2014/15 antrat.

## Karriere
Dyson machte seinen Schulabschluss an der Proctor Academy in New Hampshire, bevor er einen Studienplatz an der University of Connecticut bekam. An der Universität spielte er unter dem bekannten Trainer Jim Calhoun für die Hochschulmannschaft Huskies in der damaligen Big East Conference der NCAA. In seinem ersten Jahr verpasste man erstmals seit fünf Jahren 2007 das landesweite NCAA-Endrundenturnier. Ein Jahr später scheiterten die Huskies überraschend bereits in der ersten Runde nach Verlängerung an den Toreros der University of San Diego, die damit erstmals in die zweite Runde einzogen. Doch bereits 2009 schafften die Huskies wieder den Einzug in das Final Four, in dem sie zuletzt bei ihrem Titelgewinn 2004 gestanden hatten. Diesmal scheiterte man jedoch an den Spartans der Michigan State University. Nachdem Hasheem Thabeet bereits im NBA-Draft 2009 ausgewählt worden war, reichte es 2010 nur zur Teilnahme am National Invitation Tournament, bei dem die Huskies in der zweiten Runde ausschieden. Mit 1.630 Punkten in 113 Spielen beendete Dyson 2010 seine Karriere in der NCAA nach den möglichen vier Spielzeiten.
Nachdem Dyson im NBA-Draft 2010 von keinem Klub der am höchsten dotierten Profiliga NBA ausgewählt worden war, begann er seine professionelle Karriere zunächst in der D-League bei den 66ers aus Tulsa. Nach der Vizemeisterschaft im Vorjahr schieden die 66ers 2011 bereits im Halbfinale der Play-offs gegen Iowa Energy aus. Nach einem enttäuschenden fünften Platz vier Jahre zuvor mit NCAA-Spielern wurde die US-amerikanische Nationalmannschaft bei den Panamerikanischen Spielen 2011 vorwiegend aus Spielern der D-League wie Justin Dentmon, Greg Stiemsma, Blake Ahearn und unter anderen auch Dyson gebildet. Bei den Spielen verlor man jedoch im Halbfinale deutlich gegen Gastgeber Mexiko und gewann im „kleinen Finale“ die Bronzemedaille gegen Dominikanische Republik. In der folgenden Saison 2011/12 durfte sich Dyson endlich auch in der NBA bewähren und erhielt am Saisonende im April 2012 den „Call-up“ der Hornets aus New Orleans. Der befristete Vertrag wurde verlängert und Dyson hatte noch neun Einsätze in der NBA 2011/12, in denen er durchschnittlich 20 Minuten pro Spiel zum Einsatz kam. Im Sommer 2012 kam Dyson in einem mehrere Spieler umfassenden Spielertausch zu den Phoenix Suns, die jedoch keine Verwendung für ihn hatten und ihn knapp drei Wochen später entließen. Daraufhin schloss sich Dyson für die Saison 2012/13 dem israelischen Erstligisten Hapoel aus Cholon in der Ligat ha’Al an. Hapoel Holon verpasste jedoch am Saisonende auf dem neunten Platz knapp den Einzug in die Play-offs um die Titelvergabe.
Für die Saison 2013/14 bekam Dyson einen Vertrag bei Enel New Basket aus Brindisi in der höchsten italienischen Spielklasse Lega Basket Serie A. Zusammen mit unter anderem den beiden US-amerikanisch-nigerianischen Spielern Michael Umeh und Folarin Campbell, die beide bereits in der deutschen Basketball-Bundesliga gespielt hatten, sowie dem erfahrenen italienischen Alt-Internationalen Massimo Bulleri schaffte die Mannschaft erstmals seit dem Aufstieg den Einzug in die Play-offs um die Meisterschaft. Als fünftplatzierte Mannschaft traf man in der ersten Runde auf den neuen Pokalsieger Banco di Sardegna aus Sassari, dem man glatt in drei Spielen unterlag. Als Dritter der italienischen Meisterschaft erhielt Sassari anschließend eine Wildcard für den höchstrangigen europäischen Vereinswettbewerb EuroLeague 2014/15. Eine Neuverpflichtung Sassaris für die folgende Saison war dann Jerome Dyson, der für Brindisi in knapp 30 Minuten Einsatzzeit pro Spiel auf durchschnittlich gut 17 Punkte, knapp vier Rebounds und drei Assists gekommen war.